# Cohors XXXII Voluntariorum
Die Cohors XXXII Voluntariorum [civium Romanorum] (deutsch 32. Kohorte der Freiwilligen [der römischen Bürger]) war eine römische Auxiliareinheit. Sie ist durch Inschriften und Ziegelstempel belegt. In einer Inschrift wird sie als Cohors XXXII Civium Romanorum bezeichnet.

## Namensbestandteile
- Voluntariorum: der Freiwilligen.
- civium Romanorum: der römischen Bürger. Die Soldaten der Kohorte wurden bei Aufstellung der Einheit aus römischen Bürgern rekrutiert. Die Einheit wurde wahrscheinlich unter Augustus zusammen mit weiteren Kohorten ausgehoben; die Aufstellung der Einheiten erfolgte vermutlich während des Pannonischen Aufstands und nach der Niederlage des Varus. Insgesamt wurden möglicherweise bis zu 44 (oder 48) Kohorten aus römischen Bürgern gebildet.[2]

Da es keine Hinweise auf die Namenszusätze milliaria (1000 Mann) und equitata (teilberitten) gibt, ist davon auszugehen, dass es sich um eine Cohors quingenaria peditata, eine reine Infanterie-Kohorte, handelt. Die Sollstärke der Einheit lag bei 480 Mann, bestehend aus 6 Centurien mit jeweils 80 Mann.

## Geschichte
Die Kohorte war im 1. Jh. n. Chr. vermutlich in der Provinz Pannonia stationiert und wurde möglicherweise unter Vespasian (69–79) nach Germania superior verlegt, wo sie durch mehrere Inschriften belegt ist. Der letzte Nachweis der Einheit beruht auf Inschriften, die beide auf 180/192 datiert werden.

## Standorte
Standorte der Kohorte in Germania waren möglicherweise:
- Nida (Frankfurt-Heddernheim): Mehrere Inschriften[4] wurden hier gefunden.
- Kastell Ober-Florstadt: Eine Inschrift[5] und Ziegel[6] mit dem Stempel COH XXXII VOL wurden hier gefunden.
- Kastell Saalburg: Eine Inschrift[7] wurde hier gefunden.

## Angehörige der Kohorte
Folgende Angehörige der Kohorte sind bekannt.

### Kommandeure
| - [?], ein Tribun (CIL 8, 23068). Er war auch Präfekt der Ala II Flavia und der Ala Hispanorum Vettonum. - []onaciannis Severus, ein Tribun (CIL 3, 320). Er war auch Tribun in der Legio III Gallica und Präfekt der Ala Veterana Gallica. | - Gaius Antonius Rufus, ein Tribun (CIL 3, 386) - Q(uintus) Plotius Maximus Trebellius Pelidianus, ein Tribun (CIL 9, 5835, CIL 9, 5836) - Versenus Granianus, ein Tribun (CIL 11, 1937) |

### Sonstige
| - C(aius) Lollius Crispus, ein Centurio (CIL 13, 7362) - C() Q(), ein Centurio (AE 1978, 542) - Dasius Masuri (CIL 13, 11952) - Ianuarius, ein Centurio (CIL 13, 7382) - Iul(ius) Sacer (AE 1992, 1288) - L(ucius) Val(erius) Felix, ein Soldat (CIL 13, 7383) - M(arcus) Mucius Hegetor, ein Medicus (CIL 3, 10854) | - M(arcus) Nunn[i]dius Successus, ein Veteran (CIL 3, 4006) - Neratius Cleom[e]nis, ein Centurio (CIL 13, 7383) - P(h)iladelp(h)us P(h)ilandri Ca[p]padox, ein Soldat (CIL 13, 7382) - Q(uintus) Favonius Varus (CIL 13, 7381) - Rufinus, ein Centurio (AE 1992, 1288) - Val(erius) Pri() (AE 1978, 542) - Victor, ein Centurio (CIL 13, 11952) |